# Herb Opatówka
Herb Opatówka – jeden z symboli miasta i gminy Opatówek w postaci herbu.

## Wygląd i symbolika
Herb przedstawia, na tarczy dzielonej w słup w polu lewym czerwonym, dwa srebrne groty strzał odwrócone ostrzami od siebie, natomiast w polu prawym srebrnym okrągłą basztę z cegły nakrytą czarną kopułą, zwieńczoną złotą gałką. Jest to połączenie historycznego herbu Opatówka i herbu Bogoria, którym posługiwał się Jarosław Bogoria Skotnicki, dzięki któremu Opatówek uzyskał po raz pierwszy prawa miejskie.

## Historia
Od połowy XIV wieku do 1870 roku Opatówek posiadał prawa miejskie. W tym czasie miasto używało herbu, przedstawiającego okrągłą ceglaną wieżę nakrytą czarną kopułą, zwieńczoną złotą gałką. Przypuszcza się, że herb nawiązuje do wieży zamku arcybiskupów gnieźnieńskich.
W latach 60. XX wieku nieoficjalnie Opatówek używał herbu, opracowanego przez Tadeusza Jaśkiewicza. Przedstawiał on wysmukłą wieżę (nawiązującą wyglądem do  historycznego herbu), umieszczoną między dwoma drzewami. Wielu mieszkańców błędnie uważało również za herb miejscowości herb Świnka, którym posługiwał się generał Józef Zajączek, mieszkający i pochowany w Opatówku.
Obecną wersję herbu gminy, opracowaną przez artystę-plastyka Władysława Kościelniaka (1996), ustanowiła Rada Gminy Opatówek uchwałą nr 120/96 z dnia 30 października 1997 roku.